# Mohamed Seddik Mokrani
 (janvier 2020).
Si vous disposez d'ouvrages ou d'articles de référence ou si vous connaissez des sites web de qualité traitant du thème abordé ici, merci de compléter l'article en donnant les références utiles à sa vérifiabilité et en les liant à la section « Notes et références ».
Mohamed Seddik Mokrani est un footballeur algérien né le 10 février 1990 à Alger. Il évolue au poste de gardien de but au NA Hussein Dey.

## Palmarès
- Vice-champion d'Algérie en 2018 avec la JS Saoura.
- Accession en Ligue 1 en 2014 avec le NA Hussein Dey.